# Peatîhatkî, Peatîhatkî
Peatîhatkî (în ucraineană П`ятихатки) este orașul raional de reședință al raionului Peatîhatkî din regiunea Dnipropetrovsk, Ucraina. În afara localității principale, nu cuprinde și alte sate.

## Demografie
Componența lingvistică a orașului Peatîhatkî
     Ucraineană (90,54%)
     Rusă (8%)
     Alte limbi (0,48%)
Conform recensământului din 2001, majoritatea populației orașului Peatîhatkî era vorbitoare de ucraineană (90,54%), existând în minoritate și vorbitori de rusă (8%).